# Carlos Chávez
Carlos Chávez, (nome completo  Carlos Antonio de Padua Chávez y Ramírez) (Città del Messico, 13 giugno 1899 – Coyoacán, 2 agosto 1978), è stato un compositore e direttore d'orchestra messicano, conosciuto principalmente per la sua assidua attività di giornalista e fondatore e direttore dell'Orchestra Sinfonica Nazionale. Fu influenzato da culture messicane indigene. Delle sue sei sinfonie, la seconda, o Sinfonía india, che utilizza strumenti a percussione Yaqui nativi, è probabilmente la più popolare.

## Biografia

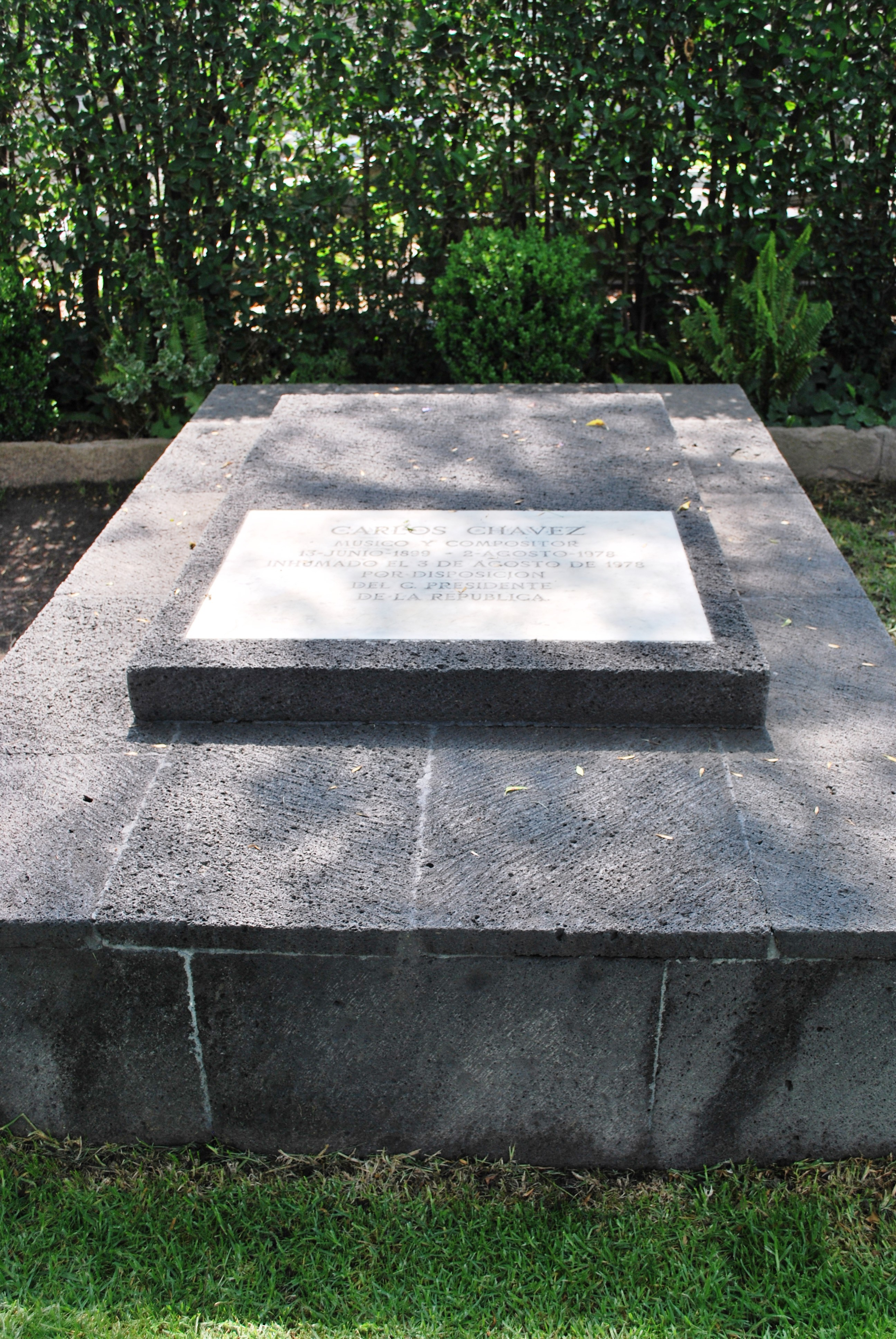
La tomba di Carlos Chávez nel Panteón de Dolores, Città del Messico

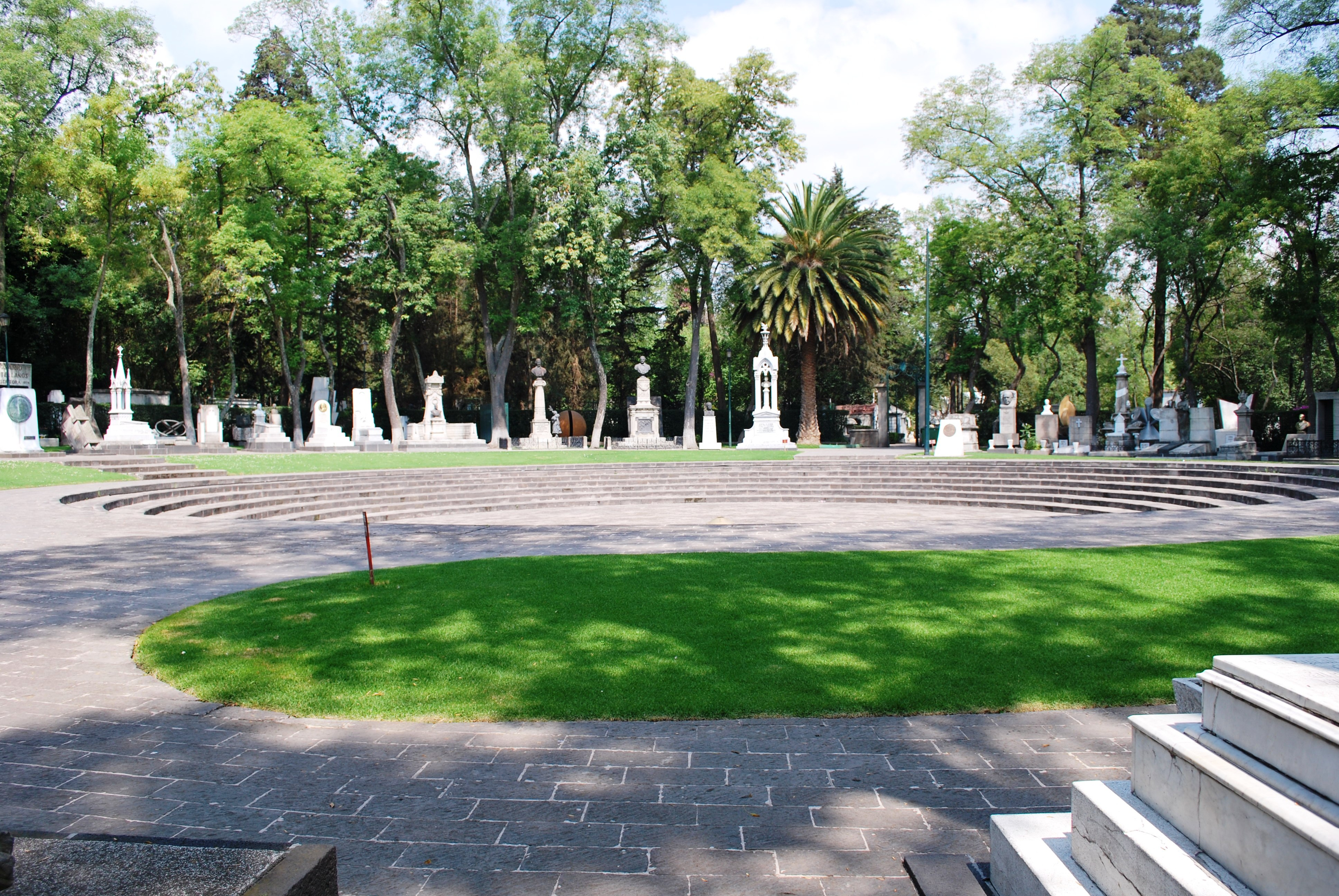
La Rotonda delle Persone Illustri, nel cimitero civile di Panteón de Dolores, Città del Messico

Settimo figlio di una famiglia creola, Chávez nacque a Tacuba Avenue, Città del Messico, vicino al sobborgo di Popotla. Il nonno paterno, José María Chávez Alonso, fu governatore dello stato di Aguascalientes e fu giustiziato per ordine dell'imperatore Massimiliano nel 1864. Il padre, Augustín Chávez, aveva inventato un aratro che fu prodotto e utilizzato negli Stati Uniti, e morì quando Carlos aveva appena tre anni.
Prese le sue prime lezioni di pianoforte dal fratello Manuel che tuttavia lo affidò come allievo di Asunción Parra, Manuel Ponce e Pedro Luis Ozagón per il pianoforte, mentre più tardi Juan Fuentes fu il suo maestro per l'armonia, ma si considerò sempre autodidatta per la sua formazione, specie per la composizione. La sua famiglia si recava spesso in vacanza a Tlaxcala, Michoacán, Guanajuato, Oaxaca e in altri luoghi in cui l'influenza culturale dei popoli indigeni messicani era ancora molto forte.
Nel 1916, Chávez e amici fondarono una rivista culturale, Gladios, e questo portò Chávez a unirsi allo staff del giornale di Città del Messico. El Universal nel 1924. Nei successivi 36 anni scrisse più di 500 articoli di questo giornale.-
Dopo la rivoluzione messicana e l'insediamento del presidente Álvaro Obregón, Chávez diventò uno dei primi esponenti della musica nazionalista messicana con balletti su temi aztechi.
Nel mese di settembre 1922, Chávez sposò Otilia Ortiz e andarono in luna di miele in Europa, da ottobre 1922 ad aprile 1923, trascorsero due settimane a Vienna, cinque mesi a Berlino, e otto o dieci giorni a Parigi. Durante l'ultima visita conobbe Paul Dukas. Alcuni mesi dopo, nel dicembre 1923, Chávez visitò gli Stati Uniti per la prima volta, ritornando a marzo 1924. Chávez di nuovo andò a New York nel settembre 1926 e vi rimase fino al giugno del 1928. Al suo ritorno in Messico, Chávez divenne direttore dell'Orquesta Sinfónica Mexicana (Orchestra Sinfonica Messicana), in seguito ribattezzata Orquesta Sinfónica de México (Orchestra Sinfonica del Messico), prima orchestra stabile del paese, avviata dal sindacato dei musicisti. Chávez fu determinante nel portare l'orchestra in tour attraverso le aree rurali del Messico.
Nel 1928, Chávez fu nominato direttore del Conservatorio di Musica Nazionale del Messico, una posizione che tenne per sei anni. In tale veste, Chávez guidò i progetti per la raccolta della musica folk aborigena.
Nel 1937 Chávez pubblicò un libro, Verso una nuova musica, che è uno dei primi libri in cui un compositore parla di musica elettronica. Nel 1938 diresse una serie di concerti con la NBC Symphony Orchestra, durante l'assenza del direttore titolare dell'orchestra, Arturo Toscanini. Nel 1940 realizzò i concerti al Museum of Modern Art di New York e nel 1945 Chávez era arrivato ad essere considerato come il più importante compositore e direttore d'orchestra messicano.(230-31)
Dal gennaio 1947 fino al 1952, Chávez fu direttore generale dell'Istituto Nazionale di Belle Arti. Nel suo primo anno, formò l'Orchestra Sinfonica Nazionale, che soppiantò la vecchia OSM come orchestra primaria del Messico e portò allo scioglimento del complesso più vecchio. Per tutto questo tempo, Chávez mantenne un programma di tour internazionali molto impegnato.
Nel maggio 1953 fu incaricato da Lincoln Kirstein, direttore del centro di New York City di Musica e Dramma, di scrivere un'opera in tre atti su libretto di Chester Kallman basato su un racconto di Boccaccio, da intitolare The Tuscan Players. Destinato ad essere finito nel mese di agosto 1954 fu rinviato all'aprile 1955, ma fu finalmente completato solo nel 1956, quando il titolo era stato cambiato già due volte, prima in Pánfilo e Lauretta, poi in El amor propiciado. Il City Center rinunciò ai suoi diritti alla prima rappresentazione, che fu data con il titolo di Panfilo e Lauretta nel Brander Matthews Theatre alla Columbia University di New York il 9 maggio 1957, sotto la direzione di Howard Shanet. La regia era di Bill Butler, la scenografia di Herbert Senn e Helen Stagno, e i costumi di Sylvia Wintle. I principali cantanti erano Sylvia Stahlman, Frank Porretta, Craig Timberlake, Mary McMurray, Michael Kermoyan e Thomas Stewart. L'opera sarebbe stata modificata due volte ancora ed il titolo cambiato di nuovo in Los Visitantes (I visitatori), per le produzioni nel 1968 e nel 1973, rispettivamente a Città del Messico e Aptos, in California. Dal 1958 al 1959 fu il professor Charles Eliot Norton presso la Harvard University, e le conferenze pubbliche che diede furono pubblicate in un libro, Pensiero musicale.
Dal 1970 al 1973 Carlos Chávez fu direttore musicale del Festival di Musica Contemporanea Cabrillo. La sua composizione orchestrale Discovery (1969) era stata precedentemente commissionata dal Festival e fu eseguita lì per la prima volta.
La salute cagionevole e problemi di carattere economico costrinsero Chávez a vendere la sua casa nel quartiere Lomas de Chapultepec di Città del Messico e andare a vivere con la figlia Anita a Coyoacán, nelle frange della capitale messicana, dove morì tranquillamente il 2 agosto 1978.
I manoscritti e i documenti di Carlos Chávez si trovano nella Divisione Musica del New York Public Library for the Performing Arts e presso l'Archivio Nazionale del Messico, a Città del Messico.

## Stile musicale
La musica di Chávez non rientra in periodi stilistici ben definiti, ma accumula elementi in un processo di sintesi continuo. I lavori giovanili fino al 1921 e che consistono principalmente in composizioni per pianoforte, sono essenzialmente romantici, con Schumann come influenza principale. Nel 1921 iniziò un periodo di tendenze nazionalistiche col balletto a tema azteco El Fuego Nuevo (Il nuovo fuoco), seguito da un secondo balletto, Los cuatro soles (I quattro soli) nel 1925.
Durante la sua permanenza a New York, tra il 1924 e il 1928, Chávez acquisì un gusto per la musica astratta e quasi-scientifica allora di moda, com'è riflesso nei titoli di molte delle sue composizioni scritte tra il 1923 e il 1934: Polígonos per pianoforte (Poligoni, 1923), Exágonos per voce e pianoforte (Esagoni, 1924), 36 per pianoforte (1925), Energia per nove strumenti (Energia, 1925), Espiral per violino e pianoforte (Spirale, 1934), e una composizione orchestrale incompiuta intitolata Pirámides (Piramidi).
Il culmine di questo periodo fu il balletto H.P., vale a dire Horse Power (Cavalli Vapore), conosciuto anche con il titolo spagnolo Caballos de vapor (1926-1931). H.P.  è uno spartito colorato orchestrato di ampie dimensioni e con una densa e compatta atmosfera, notevole per il suo dinamismo e vitalità, che rivela l'influenza di Stravinsky mentre allo stesso tempo torna ad elementi popolari folcloristici, con balli come sandunga, tango, huapango, e foxtrot. Tali nazionalismi sarebbero apparsi fino al 1930, in particolare nella Seconda Sinfonia, la Sinfonía India del 1935-1936, una delle poche opere di Chávez che citano attuali temi nativi-americani, ma solo sporadicamente nelle composizioni successive.
Anche se questo primo periodo vide la creazione della Sonatina per violino e pianoforte (1924), fu solo nel 1930 che Chávez ritornò ad un altro dei principali interessi musicali della sua maturità, prefigurato nelle opere giovanili: i generi tradizionali della sonata, il quartetto, la sinfonia ed il concerto. Compose sei sinfonie numerate. La prima, dal titolo Sinfonía de Antígona (1933), è una rielaborazione di musiche di scena per Antigone di Jean Cocteau, un adattamento della tragedia di Sofocle. In essa Chávez cercò di creare un ambiente arcaico attraverso l'uso della polifonia modale, armonie costruite su quarte e quinte, e un uso predominante di strumenti a fiato.
Nella quarta delle sue lezioni su Norton del 1958-1959, dal titolo "La ripetizione in Musica", descrisse una modalità di composizione già osservabile in molte delle sue composizioni dal 1920, in cui "L'idea di ripetizione e variazione può essere sostituita dalla nozione di costante rinascita, di autentica derivazione: un flusso che non torna alla sua origine; un flusso in sviluppo eterno, come una spirale... ". Un primo esempio notevole di questo metodo è Soli I (1933), il primo lavoro riconosciuto dal compositore come consapevolmente organizzato secondo questo principio. Divenne tuttavia solo una caratteristica normale, a cominciare da Invención I per pianoforte (1958) e, successivamente, nella maggior parte delle sue composizioni strumentali degli anni 1960 e 1970: Invención II per trio d'archi (1965), Invención III per arpa (1967), Soli II per quintetto di fiati (1961), Soli III per fagotto, tromba, viola, timpani e orchestra (1969), Soli IV per trio di ottoni (1966), Cinco Caprichos per pianoforte (1975) ed alla fine i lavori orchestral Resonancias (1964), Elatio (1967), Discovery (1969), Clio (1969) e Initium (1970-1972).

## Registrazioni
Chávez fece poco più di un piccolo numero di registrazioni, dirigendo la propria musica così come quella di altri compositori.
Una delle prime è stata fatta nel 1930 per la Victor, contenente la Sinfonía de Antígona e Sinfonía l'India di Chávez, insieme con la sua orchestrazione della Chaconne di Dietrich Buxtehude in mi minore: 4 dischi 78 giri insieme, Victor Musical Masterpiece Series, Victor Red Seal M 503 (sequenza manuale) e DM 503 (sequenza automatica).
Il più noto dei suoi dischi fu la registrazione stereofonica per la Everest Records della sua Sinfonía India, Sinfonía de Antígona e Sinfonía Romantica, in cui Chávez diresse l'Orchestra Sinfonica Stadio, il nome dato all'Orchestra Filarmonica di New York per i suoi spettacoli estivi nel Lewisohn Stadium. L'album fu originariamente pubblicato nel 1959 dalla Everest Records su LP SDBR 3029, e fu ristampato in CD nel 1996 dalla Everest come EVC-9041, oltre che ad un certo punto dalla Philips Records.
Nel 1963 Chávez diresse la Vienna State Opera Orchestra in due registrazioni con il pianista Eugene List per la Westminster Records, entrambe pubblicate su LP: uno dei suoi Concerto per pianoforte e orchestra (Westminster WST 17030, ristampato nel 1976 come Westminster oro WGS 8324) e uno dei due concerti per pianoforte di Edward MacDowell (ABC Westminster oro WGS 8156).
Nel 1950 pubblicò due registrazioni su dischi US Decca, su cui diresse la Orquesta Sinfónica de México.
Nel 1951 un mono LP da 10 pollici fu pubblicato dalla Decca Gold Label DL 7512, ristampato 1978 da Varese Sarabande sul lato 2 della LP 12 pollici, contenente la Suite da La hija de Cólquide (originariamente registrato nel 1947 per l'etichetta messicana Anfión ed emesso in 3 dischi a 78 giri Anfión AM 4).
Nel 1956 pubblicarono un'antologia, Musica del Messico, nella quale diresse tre delle sue opere, più Huapango di José Pablo Moncayo (Decca Gold Label LP, DL9527).
Fece anche alcune registrazioni per la Columbia Records, che furono pubblicate su dischi a 78 giri e LP (Columbia 4 dischi 78 giri set M 414, ristampati nel 1949 Columbia 10 pollici LP, Columbia ML 2080 e Mexican Columbia DCL 98, ristampato su Columbia 12 pollici LP, LL 1015; CBS Masterworks 3-LP 32 31 0001 (mono) / 32 31 002 (stereo); CBC Masterworks LP 32 11 0064; Columbia LP M32685; Odyssey LP Y 31534).
Nel 1961 registrò Pierino e il lupo di Peter di Sergey Prokofiev, con l'Orquesta Sinfónica de México e Carlos Pellicer, narratore, uscito su Mexican CBS MC 1360.

## Lista dei lavori
| Anno    | Titolo | Strumento |
| ------- | --- | --- |
| 1910    | La danza de las brujas | pianoforte |
| 1911    | Serenata | pianoforte |
| 1911    | Canción | pianoforte |
| 1911    | Barcarola (1) | pianoforte |
| 1911    | Preludio | violino e pianoforte |
| 1911    | Nocturno | pianoforte |
| 1912    | Vals I e II | pianoforte |
| 1912    | Miniatura | pianoforte |
| 1913    | Serenata | violino e pianoforte |
| 1913    | Romanza | violino e pianoforte |
| 1915    | Segundo estudio de concerto | pianoforte |
| 1915    | À l'aube: image mexicaine | pianoforte |
| 1915    | Adelita & La cucaracha | pianoforte |
| 1915    | Anda buscando de rosa en rosa | pianoforte |
| 1915/18 | Sinfonia | orchestra |
| 1916    | Himno en elogio de la espada | coro |
| 1918    | Berceuse | pianoforte |
| 1918    | Pensamiento feliz | pianoforte |
| 1918    | Carnaval | pianoforte |
| 1918    | Oda I | pianoforte |
| 1918    | Elegía I–II | pianoforte |
| 1918    | Extase | voce e pianoforte |
| 1918    | Gavota | pianoforte |
| 1918    | Esperanza ingenua | pianoforte |
| 1918    | Triste sonrisa | pianoforte |
| 1918    | Suavemente | pianoforte |
| 1918    | Meditación | pianoforte |
| 1918    | Meine lieber Flamen | voce e pianoforte |
| 1918    | Sonata fantasía (Sonata I) | pianoforte |
| 1919    | Sestetto per piano e archi | pianoforte e archi |
| 1919    | Estrellas fijas (J.A. Silva) | soprano o tenore e pianoforte |
| 1919    | Barcarola (2) | pianoforte |
| 1919    | Du bist wie eine Blume (H. Heine) | soprano e pianoforte |
| 1919    | Adiós, adiós | pianoforte |
| 1919/20 | Valses íntimos I–IV | pianoforte |
| 1919/20 | Estudios I–IV | pianoforte |
| 1920    | Cuando empieza a caer la tarde | pianoforte |
| 1920    | Preludio | pianoforte |
| 1920    | Encanto sutil | pianoforte |
| 1920    | Noche: aguafuerte | pianoforte |
| 1920    | Hoja de álbum | pianoforte |
| 1920    | Benedición | pianoforte |
| 1921    | Vals Elegía | pianoforte |
| 1921    | Madrigal | violoncello e pianoforte |
| 1921    | Toxiumolpia: El fuego nuevo, balletto Azteco | coro (soprano, contralto) e orchestra |
| 1921    | Quartetto d'Archi n. 1 | quartetto d'archi |
| 1921/22 | Madrigals I–VII | pianoforte |
| 1922    | [4] Nocturnos | pianoforte |
| 1922    | Jarabe | pianoforte |
| 1923    | Polígonos | pianoforte |
| 1923    | Inútil epigrama (R. de Carvalho) | soprano o tenore e pianoforte |
| 1923    | Aspectos I–II | pianoforte |
| 1923    | A l'aube: image mexicaine (Imagen mexicana), op. 17 | coro, non accompagnato |
| 1923    | [3] Piezas per guitarra | chitarra |
| 1923    | [3] Exágonos | voce e pianoforte |
| 1924    | Otros tres exágonos | voce e pianoforte |
| 1924    | Xochimilco Danza | pianoforte |
| 1924    | Sonatina per violoncello e piano | violoncello e pianoforte |
| 1924    | Sonatina per violino e pianoforte | violino e pianoforte |
| 1924    | Sonatina per piano | pianoforte |
| 1925    | Foxtrot | pianoforte |
| 1925    | 36 (inizialmente chiamata Horsepower, ma poi cambiata in modo da non confonderla con H.P.) | pianoforte |
| 1925    | Los cuatro soles, balletto indigeno | soprano, orchestra da camera |
| 1925    | Energía | ottavino, flauto, fagotto, corno, tromba, trombone basso, viola, violoncello, contrabbasso)                                                                                   |
| 1925    | Cake Walk | pianoforte |
| 1926    | Solo | pianoforte |
| 1926    | Chapultepec: Tre Famosi Pezzi Messicani | banda arrangiata per orchestra nel 1935 |
| 1926    | [3] Etudes per piano … Chopin | pianoforte |
| 1926–32 | Caballos de vapor [H.P.] (sinfonía de baile, Chávez) (Philadelphia, Metropolitan Opera House, 31 Mar 1932, direttore L. Stokowski) | orchestra |
| 1927    | H.P. Sinfonía de baile (anche intitolata Caballos de vapor) (esiste anche una versione per 2 pianoforti) | orchestra |
| 1928    | Blues | pianoforte |
| 1928    | Piano Sonata n. 3 | pianoforte |
| 1928    | Fox | pianoforte |
| 1929    | Sonata per 4 corni | 4 corni |
| 1930    | Unidad | pianoforte |
| 1930    | Paisaje | pianoforte |
| 1932    | Tierra mojada | coro SATB, oboe e corno inglese; arrangiata anche per coro non accompagnato                                                                                                   |
| 1932    | Quartetto d'Archi n. 2 | musica da camera (violino, viola, violoncello, contrabbasso) |
| 1932    | Antígona (musiche di scena per il dramma di Sofocle nella traduzione di Jean Cocteau) | musica di scena |
| 1932    | Todo (R. López Velarde, pubblicata assieme a North Carolina Blues come Dos canciones) | mezzosoprano o baritono e pianoforte |
| 1933    | Sinfonía de Antígona (Sinfonia n. 1) | orchestra |
| 1933    | Soli I | oboe, clarinetto, fagotto, tromba |
| 1933    | Cantos de México | orchestra |
| 1934    | Llamadas: sinfonía proletaria | coro e orchestra |
| 1934    | El sol: corrido mexicano | coro e orchestra |
| 1934    | [3] Spirals | violino e pianoforte |
| 1935    | Chapultepec (Obertura republicana) [Marcha provinciana, Vals nostálgico, Canción de Adelita] | orchestra o banda |
| 1935/36 | Sinfonía india (Sinfonia n. 2) | orchestra |
| 1937    | [10] Preludi per piano | pianoforte |
| 1937    | Chaconne in Si Minore (orchestrazione di una composizione per organo di Buxtehude) | orchestra |
| 1937/38 | Concerto per quattro corni e orchestra (adattata dalla Sonata per quattro corni del 1929) | quattro corni e orchestra |
| 1938    | [3] Poems: "Segador" (Pellicer), "Hoy no lució la estrella de tus ojos" (S. Novo), "Nocturna rosa" (Villaurrutia) | soprano o tenore e pianoforte |
| 1938/40 | Concerto per piano e orchestra | pianoforte, orchestra |
| 1939    | [4] Nocturnos, per voce e piano | voce e pianoforte |
| 1939    | La Paloma azul, corale | coro |
| 1940    | For Juanita | pianoforte |
| 1940    | Trio per flauto, viola, e arpa (arrangiamento di quattro pezzi di Debussy e Falla | flauto, arpa, e viola |
| 1940    | Xochipili Macuilxoxhitl: Una música azteca imaginaria | ottavino, flauto, clarinetto, trombone e 6 percussionisti |
| 1941    | La casada infiel (F. García Lorca) | mezzosoprano o baritono e pianoforte |
| 1941    | Sonata IV, per piano | pianoforte |
| 1941    | Himno nacional (orchestrazione di un lavoro di Jaime Nunó) | orchestra |
| 1942    | Arbolucu, te sequeste (Albero del dolore) | coro, non accompagnato |
| 1942    | Fugues per piano | pianoforte |
| 1942    | "A Woman Is a Worthy Thing" (a cappella) | coro, non accompagnato |
| 1942    | Toccata, per percussione | musica strumentale (percussione) |
| 1942    | Melodías tradicionales indias del Ecuador [4], per voice e piano | musica vocale (con pianoforte) |
| 1942    | Miniatura: homenaje a Carl Deis | pianoforte |
| 1942    | Notturni [3] (a cappella) | coro, non accompagnato |
| 1943    | Danza de la pluma | pianoforte |
| 1943    | La llorona | pianoforte |
| 1943    | Concerto in Sol Minore, Op. 6 n. 1 (orchestrato da Vivaldi) | orchestra |
| 1943    | La zandunga | pianoforte |
| 1943    | Suite, per doppio quartetto | musica da camera |
| 1943–44 | La hija de Cólquide: balletto in nove sezioni per doppio quartetto | flauto, oboe, clarinetto, fagotto, due violini, viola, e violoncello |
| 1944    | La hija de Cólquide: suite per doppio quartetto (movimenti 6 dal Balletto) | flauto, oboe, clarinetto, fagotto, due violini, viola, e violoncello |
| 1944    | Sarabanda per orchestra d'archi (movemento 7 dal La hija de Cólquide) | orchestra d'archivio |
| 1944    | "Ah! La libertà" | coro, non accompagnato |
| 1946    | Quartetto d'Archi n. 3 (movimenti 2, 3, e 4 da La hija de Cólquide) | quartetto d'archi |
| 1946    | Canto a la tierra | coro all'unisono, due corni, due trombe, due tromboni e basso tuba; anche una versione per coro all'unisono e orchestra; anche una versione per coro all'unisono e pianoforte |
| 1947    | La hija de Cólquide, suite sinfonica dal balletto | orchestra |
| 1947    | Toccata per orchestra (musica di scena per una scena in Don Quijote de la Mancha di Cervantes) | orchestra (musica di scena) |
| 1947–50 | Concerto per violino e orchestra | violino, orchestra |
| 1949    | Estudio IV: homenaje a Chopin | pianoforte |
| 1950    | Inversioni per la mano sinistra di cinque studi di Chopin | pianoforte |
| 1951    | Sinfonia n. 3 | orchestra |
| 1951    | Happy Birthday (a cappella) | coro, non accompagnato |
| 1952    | [4] Nuevos estudios per piano | pianoforte |
| 1953    | Sinfonia n. 5, per orchestra d'archi (per la Fondazione Koussevistky) | orchestra |
| 1953    | Sinfonia n. 4 Sinfonía romántica (per l'Orchestra di Louisville) | orchestra |
| 1953    | Baile: cuadro sinfónico (movimento finale originale della Sinfonia n. 4) | orchestra |
| 1953/56 | Panfilo e Lauretta (opera in tre atti, libretto di Chester Kallman, ispirato a precedente di G. Boccaccio) (revisionato come Amore Propiziato, 1959; rev. as El amor propiciado (trad. N. Lindsay, E. Hernández Moncada), 1963; rev. come Los visitantes, 1968; revisionato come I Visitatori, 1973) | opera |
| 1956    | Prometheus Bound | cantata per soprano, contralto, tenore, baritono, e bassi solisti, coro SATB e orchestra                                                                                      |
| 1957    | Upingos | oboe |
| 1957    | Hippolytus (musica di scena per la tragedia di Euripide): Upingos: melodia per oboe solo) | musica di scena |
| 1958    | Invención (I) | pianoforte |
| 1958    | North Carolina Blues (Villaurrutia), vocale | musica vocale (piano) |
| 1960    | Sonata V per piano | pianoforte |
| 1961    | Sinfonia n. 6 (per il Lincoln Center delle Arti di New York) | orchestra |
| 1961    | Sonata VI per piano | pianoforte |
| 1961    | Soli II per quintetto di legni | flauto, oboe, clarinetto, fagotto e corno |
| 1962    | Lamentaciones | voce e piano |
| 1964    | Tambuco | 6 percussionisti |
| 1964    | Resonancias | orchestra |
| 1964    | Fuga H A G, C | violino, viola, violoncello, contrabbasso |
| 1965    | Soli III | fagotto, tromba, viola, timpani, e orchestra |
| 1965    | Invention II | violino, viola, violoncello |
| 1966    | Soli IV | corno, tromba, trombone |
| 1967    | Mañanas mexicanas | pianoforte; arrangiata per banda (1974) |
| 1967    | Elatio, orchestra | orchestra |
| 1967    | Invention III | arpa |
| 1967    | Vocalización aguda | soprano e piano |
| 1968    | Pirámide, ballettoto in quattro atti | musiche di ballettoti per orchestra, coro SATB e nastro magnetico |
| 1968    | Fragmento (coro parlante a cappella, da Pirámide) | coro parlante, non accompagnato |
| 1969    | Discovery, orchestra | Musica orchestrale |
| 1969    | Variations, per violíno e piano | musica da camera strumentale (duo) |
| 1969    | Clio: Ode Sinfonica | musica orchestrale |
| 1971    | Initium, per orchestra | musica orchestrale |
| 1972    | Tema equis, tema pubblicitario per la Televisione Messicana | coro e piccolo ensemble strumentale |
| 1972    | Nonantzin (a cappella) | coro, non accompagnato |
| 1973    | Estudio a Rubinstein | pianoforte |
| 1973    | Partita, per timpani | musica solista |
| 1973    | Sonante, per orchestra | musica orchestrale |
| 1973    | Paisajes mexicanos, per orchestra | musica orchestrale |
| 1973    | Partita, per timpani | musica da camera |
| 1974    | A Pastoral | coro, non accompagnato |
| 1974    | NOKWIC | coro, non accompagnato |
| 1974    | Feuille d'album per chitarra | musica strumentale solista (chitarra) |
| 1974    | The Waning Moon | coro, non accompagnato |
| 1974    | Sonante, per orchestra d'archi | orchestra d'archi |
| 1974    | Tzintzuntzan, variazioni sinfoniche per banda | musica per banda |
| 1974    | "Rarely" (a cappella) | coro, non accompagnato |
| 1974    | Epistle (a cappella) | coro, non accompagnato |
| 1975    | Concerto per violoncello e orchestra (incompiuto) | musica orchestrale (concerto) |
| 1975    | Caprichos per piano [5] | pianoforte |
| 1976    | Zandunga Serenade, per banda | banda |
| 1976/77 | Concerto per trombone e orchestra | trombone, orchestra |